# Estação Pacífico
Pacífico é uma estação da Linha 1 e da Linha 6 do Metro de Madrid.Esta situada na ligação entre a rua Doctor Esquerdo (duas saídas) com a avenida Ciudad de Barcelona (uma saída na rua Sánchez Barcaiztégui).

## História
A Estação foi construída junto com o trecho Sol a Puente de Vallecas Puente de Vallecas, entre 1920 e 1926. Em 11 de outubro de 1979, foi construído o acesso a estação que atende a Linha 6.
Ambas as estações passaram por reformas nos primeiros anos deste século. Em 2007 é prevista a abertura para visitação pública da antiga e histórica “Sala de Motores do Metro de Madrid” que  esta instalada nesta estação.

## Serviços
Não dispõe de elevadores ou escada rolante. Não conta com acesso a pessoas com mobilidade reduzida..